# 50/50
50/50 (prt: 50/50; bra: 50%) é um filme estadunidense de 2011, do gênero comédia dramático-biográfica, dirigida por Jonathan Levine com roteiro de Will Reiser e produção de Seth Rogen. 
O filme conta a história de Adam (Joseph Gordon-Levitt), que luta contra o câncer e recebe o apoio de seu amigo Kyle (Seth Rogen). 

## Elenco
- Joseph Gordon-Levitt - Adam
- Seth Rogen - Kyle
- Anna Kendrick - Katherine
- Bryce Dallas Howard - Rachel
- Anjelica Huston - Diane
- Philip Baker Hall - Alan